# Bajo Cedro
Bajo Cedro (también conocido como El Bajo del Cedro) es un corregimiento del distrito de Chiriquí Grande en la provincia de Bocas del Toro, República de Panamá. La localidad tiene 1.404 habitantes (2010).

## Demografía
En 2010 Bajo Cedro contaba con una población de 1 404 habitantes según datos del Instituto Nacional de Estadística y una extensión de 20,4 km² lo que equivale a una densidad de población de 68,82 habitantes por km².

### Razas y etnias
- 75,78 % Chibchas (Americanos)[4]
- 22,58 % Mestizos
- 1,64 % Afropanameños[4]

La población es mayoritariamente ngäbe y buglé.